# Kornél Nagy
Kornél Nagy, madžarski rokometaš, * 21. november 1986, Nádudvar.
Leta 2010 je na evropskem rokometnem prvenstvu s madžarsko reprezentanco osvojil 14. mesto.